# Innesto R
L'innesto (o attacco) R è il primo sistema di innesto tra fotocamera SLR ed obiettivo introdotto da Canon in ordine di tempo. 
Non offre alcun collegamento tra le meccaniche di corpo macchina ed obiettivo, sebbene con i modelli Canomatic e Super-Canomatic questa limitazione sia in parte superata. 
Usa un tipo di innesto breech-lock, così come il successivo attacco Canon FL, che lo sostituisce.

## Storia
L'attacco R compare nel maggio 1959, praticamente in contemporanea con l'attacco F introdotto da Nikon. È rimpiazzato dall'attacco Canon FL nel 1964. Alcuni teleobiettivi R rimangono comunque in produzione fino alla fine degli anni sessanta.

## Montaggio e Funzionamento
L'attacco R è un sistema di innesto breech-lock, in cui cioè l'attacco tra fotocamera ed obiettivo è assicurato da un anello rotante posto su quest'ultimo. Teoricamente tale sistema assicura una minore usura delle superfici di contatto rispetto all'innesto a baionetta in quanto non vi mai frizione tra di esse, ma nei decenni successivi i progressi nei materiali impiegati renderanno superflua questa precauzione, tant'è che anche la stessa Canon adotterà un sistema a baionetta per il proprio attacco EF, tuttora in uso. Nell'attacco R l'anello esterno deve essere ruotato di circa 1/4 di giro verso destra.
Il tiraggio di 42 mm, piuttosto corto per una SLR, facilita la progettazione degli obiettivi grandangolari, che si avvantaggiano dalla distanza tanto più ridotta tra elemento ottico posteriore e piano della pellicola. Il diametro interno di 48 mm, maggiore di quello dell'attacco M42 e dell'attacco Nikon F (44 mm), contribuisce a ridurre la vignettatura negli obiettivi più luminosi.

### Fotocamere
Canon ha prodotto per l'attacco R le seguenti fotocamere:
- 1959: Canonflex
- 1960: Canonflex RP
- 1960: Canonflex R 2000
- 1962: Canonflex RM

Nessuna fotocamera ha l'esposimetro incorporato, tranne la RM in cui comunque l'accoppiamento è presente solo con la ghiera dei tempi, mentre il valore del diaframma deve essere impostato manualmente.

### Compatibilità
Gli obiettivi per attacco R possono essere utilizzati anche nei successivi attacchi FL e FD, ma in questo caso la lettura esposimetrica deve essere effettuata in stop down.

## Canomatic

### Canomatic
Gli obiettivi R Canomatic possiedono un perno di trasmissione che viene premuto durante lo scatto da una leva posta nel corpo macchina, in modo da far chiudere il diaframma al valore preimpostato. Il meccanismo presente nell'obiettivo deve essere ogni volta caricato manualmente.

### Super-Canomatic
Gli obiettivi Super-Canomatic possiedono due elementi meccanici di trasmissione: al perno già presente per i modelli Canomatic si aggiunge una leva che permette di armare automaticamente il meccanismo durante il trasporto della pellicola e far così lavorare il diaframma a tutta apertura in modo completamente automatico. La leva aggiuntiva può essere anche azionata manualmente, per montare l'obiettivo anche su una macchina dove il trasporto della pellicola sia già stato effettuato.

### Compatibilità
Le ottiche Canomatic lavorano compatibilmente alle Canonflex. Il successivo attacco FL adotterà un sistema diverso di azionamento del diaframma, ma è comunque possibile utilizzare gli obiettivi Canomatic anche su fotocamere con quest'ultimo attacco. Questo è valido anche per le Super Canomatic, dove la leva di azionamento del diaframma lavora in direzione opposta rispetto alla leva di azionamento sul corpo macchina. Tutti gli obiettivi Canomatic possiedono due anelli del diaframma: su fotocamere con attacco FL è possibile preselezionare il diframma con uno ed effettuare la chiusura effettiva con l'altro.

## Obiettivi R

### Caratteristiche
Con la comparsa della prima Canonflex nel maggio 1959 l'offerta si limita a due obiettivi di lunghezza focale 50 mm e 135 mm, la gamma dei teleobiettivi viene sviluppata a poco a poco, mentre per quanto riguarda i grandangolari compare solo il 35 mm nell'agosto 1960. Sebbene la concorrente Nikon abbia al tempo un maggior numero di grandangolari in catalogo, Canon presenta, con il successivo attacco FL, l'obiettivo con il maggior angolo di campo tra i due sistemi.

### Obiettivi speciali
Con l'attacco R Canon presenta il suo primo obiettivo zoom: R 55 – 135 mm, f/3,5.

### Lista degli obiettivi
- R 35 mm, f/2,5
- R 50 mm, f/1,8 (tre versioni)
- R 58 mm, f/1,2
- R 85 mm, f/1,8
- R 85 mm, f/1,9
- R 100 mm, f/2 (due versioni)
- R 135 mm, f/2,5
- R 135 mm, f/3,5 (due versioni)
- R 200 mm, f/3,5
- R 300 mm, f/4
- R 400 mm, f/4,5
- R 600 mm, f/5,6
- R 800 mm, f/8
- R 1000 mm, f/11
- R 55 – 135 mm, f/3,5